# Kai van Hese
Kai van Hese (Den Haag, 15 juni 1989) is een voormalig Nederlands profvoetballer die onder contract stond bij ADO Den Haag.

## Loopbaan
Van Hese, geboren in de Haagse Vogelwijk, begon met voetballen bij de amateurclub Quick. Hij werd al op vroege leeftijd opgemerkt door ADO, maar pas op dertienjarige leeftijd kreeg hij toestemming van zijn ouders de overstap te maken. De linksback doorliep de gehele jeugdopleiding en maakte zijn debuut in het betaald voetbal op 9 november 2008 in de met 0-1 verloren thuiswedstrijd tegen sc Heerenveen.
In januari 2011 werd hij uitgeleend aan FC Dordrecht voor een half seizoen. Hij zit daar met twee andere verhuurde ADO-spelers: Tom Beugelsdijk en Santy Hulst.
Van 2012 tot 2014 kwam Kai uit voor het eerste elftal van vv Noordwijk. Na seizoen 2014-2015 ging hij naar H.V. & C.V. Quick.